# توپ دریایی

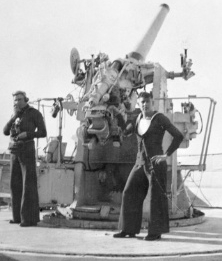
یک توپ دریایی با زاویه شلیک بالا

انیمیشن نحوه کار یک توپ دریایی اتوماتیک

توپ دریایی توپ‌هایی هستند که بر روی کشتی‌های جنگی نصب شده و هم برای شلیک به دیگر کشتی‌ها و هم برای حمایت از نیروهای زمینی استفاده می‌شوند. پیشرفت نیروی هوایی و سیستم‌های موشکی این نوع از توپخانه را تا حدی از رده خارج کرده‌است. اما با این حال این توپ‌ها در اکثر کشتی‌های جنگی استفاده می‌شود. از نمونه‌های این توپ‌ها می‌توان به اوتو ملارا ۷۶م‌م و آلارگاتو ال۷۶/۶۲م‌م اشاره کرد.با تغییراتی در توپخانه صحرایی ،آنها را نیز در توپخانه دریایی مورد استفاده قرار داده اند.

## نگارخانه

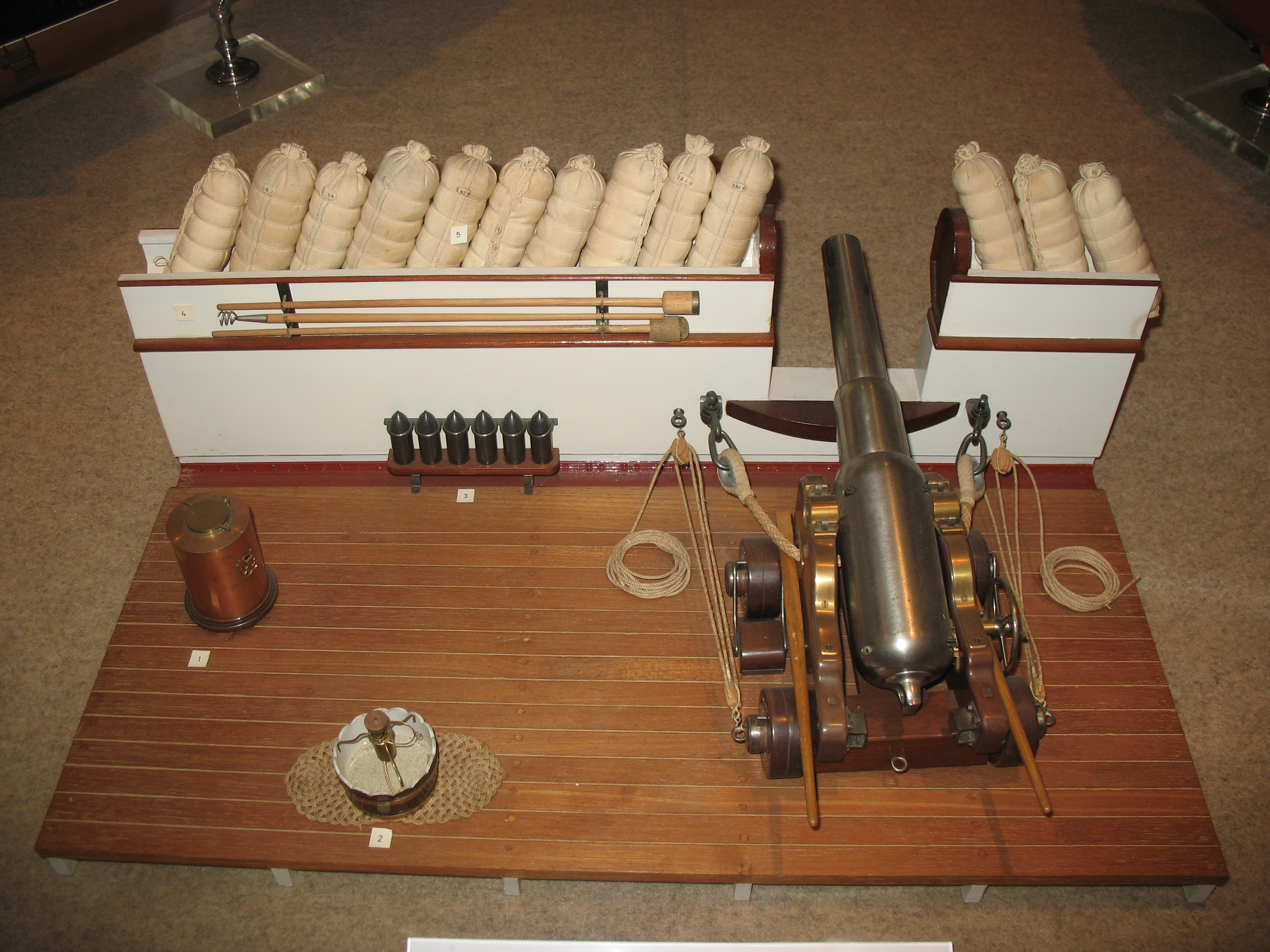
Typical arrangement of a gun battery of a ship from the عصر دریانوردی.
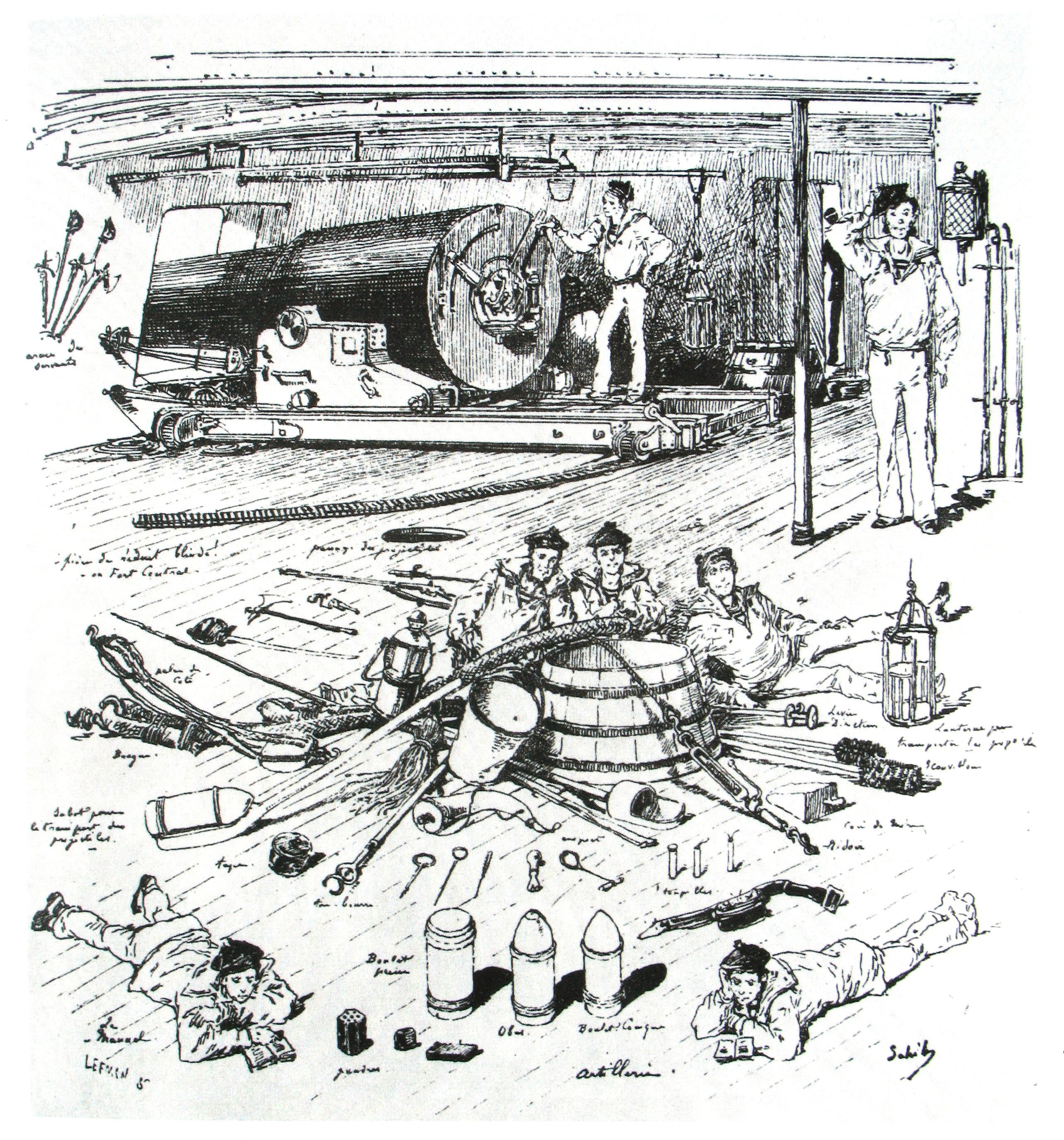
Gun battery aboard an early ironclad
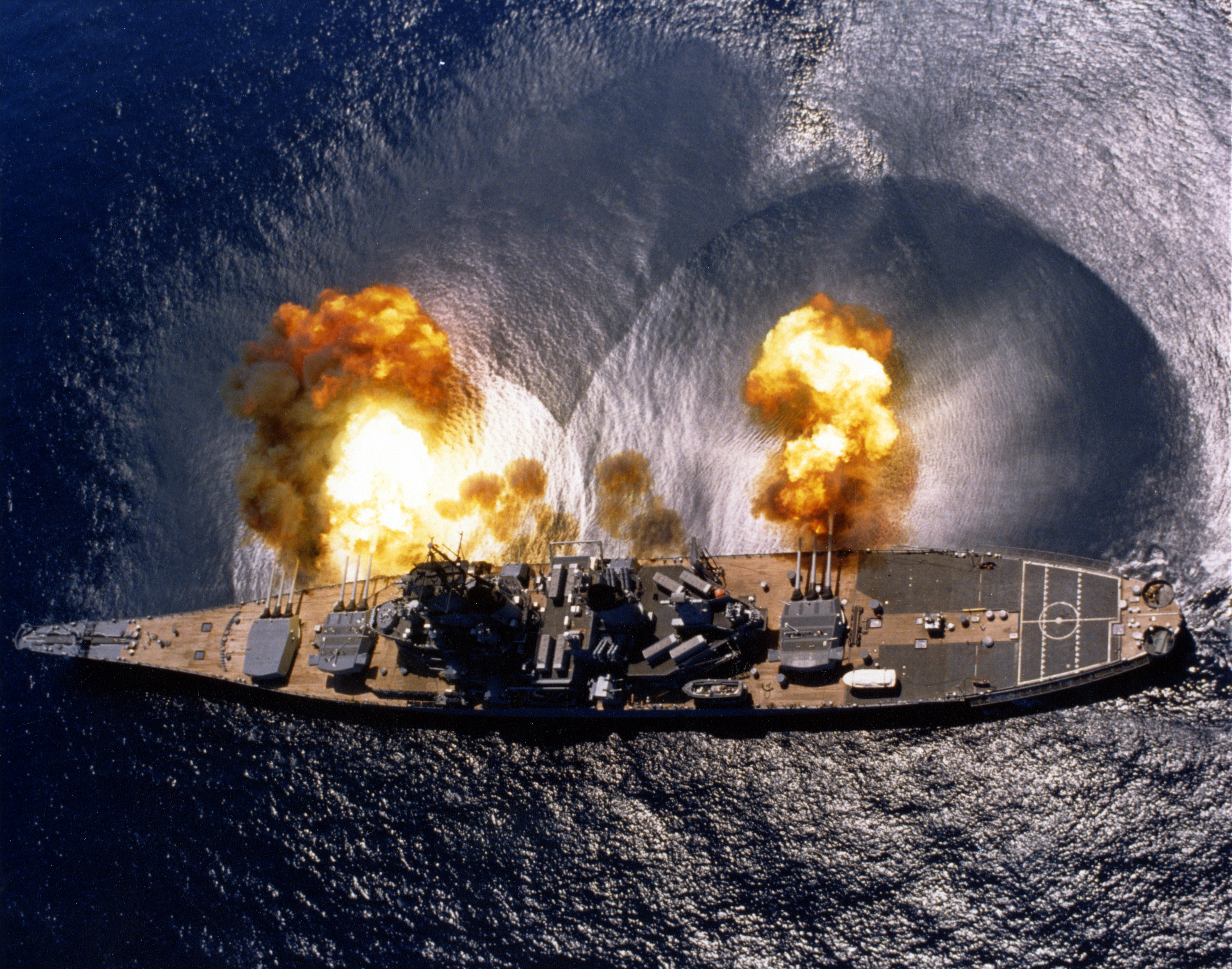
یواس‌اس Iowa fires a broadside of nine 16"/50 and six 5"/38 guns during an exercise
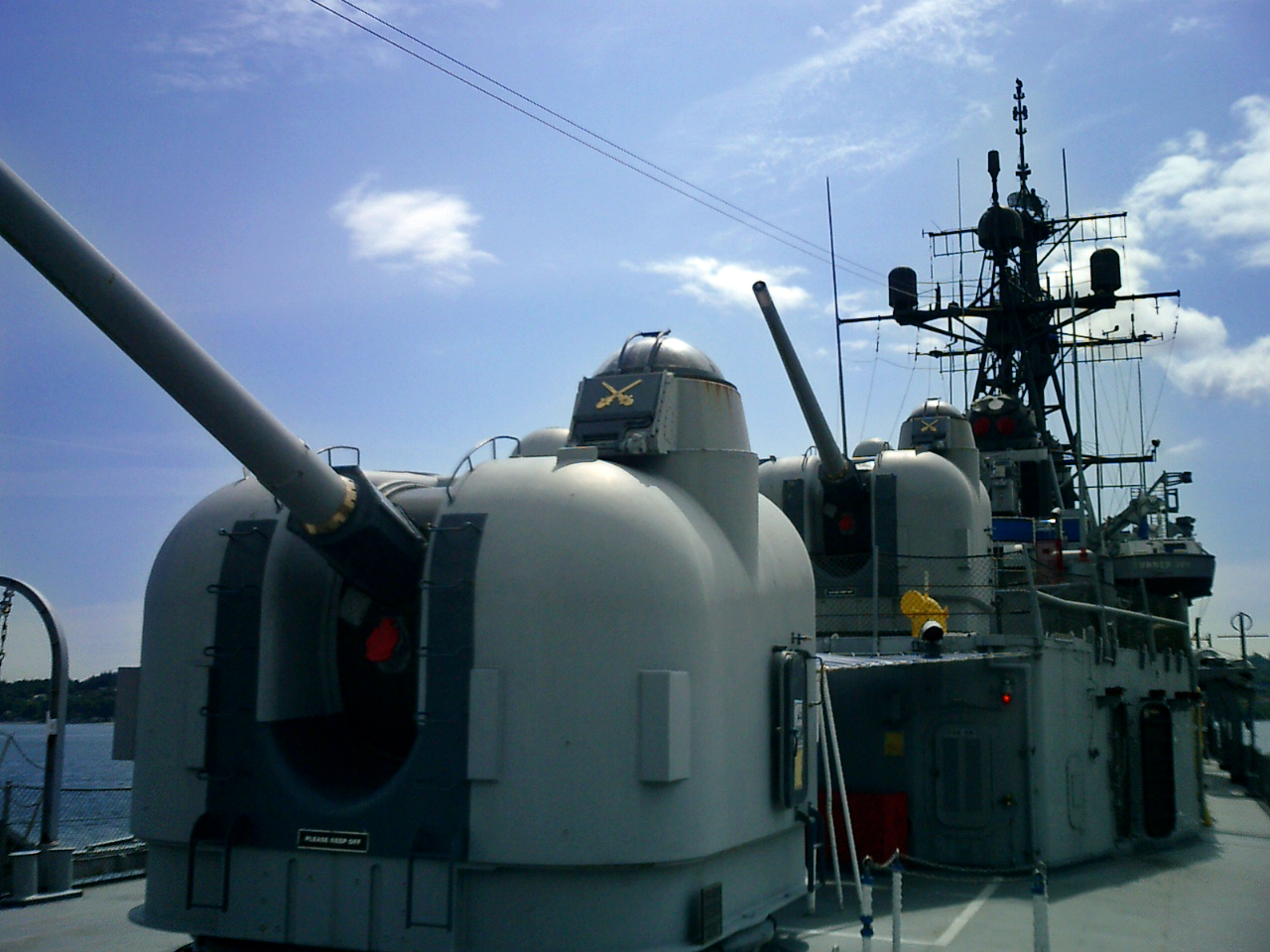
Rear gun mounts on the یواس‌اس Turner Joy
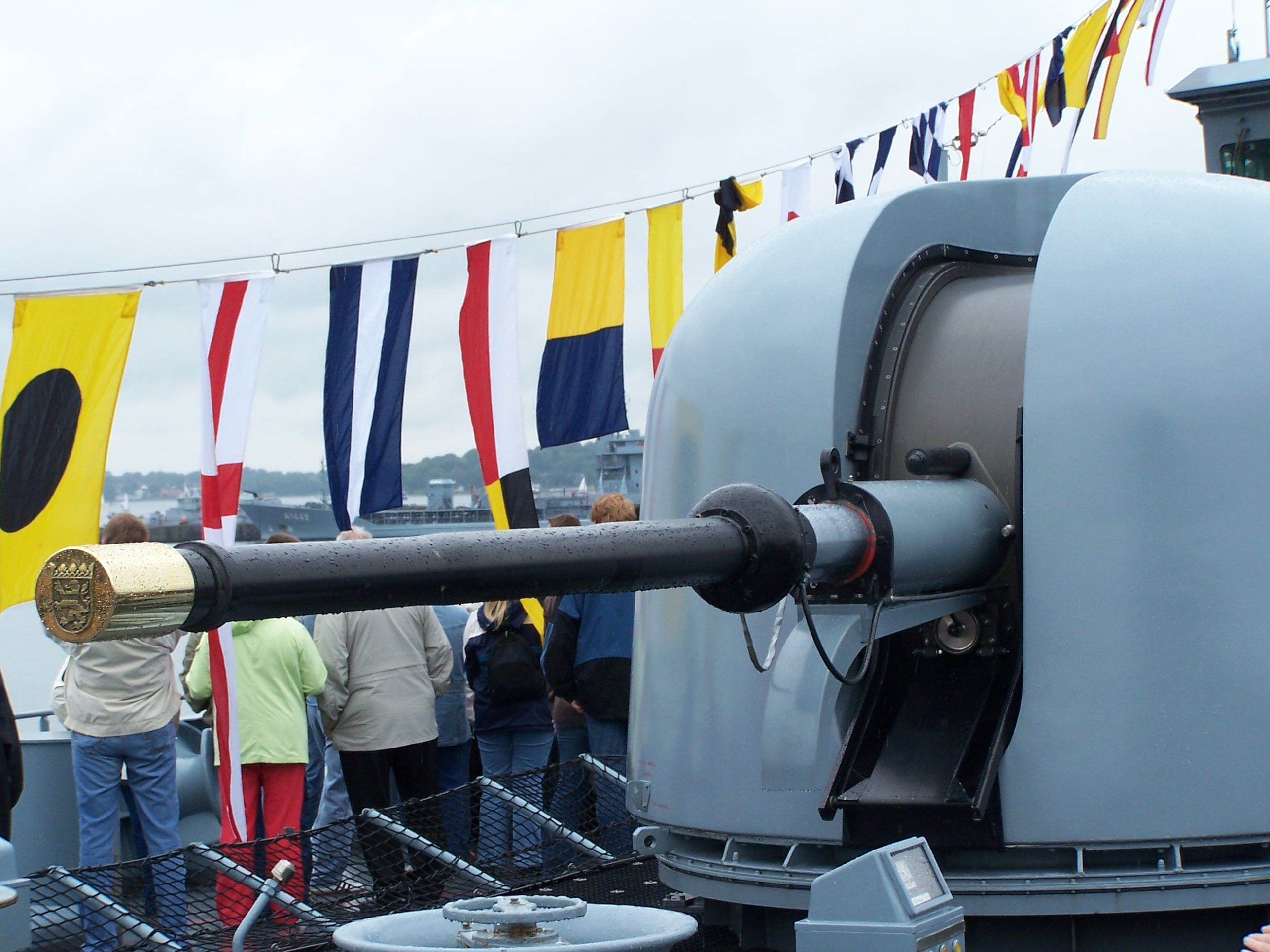
OTO-Melara 76 mm gun onboard F221 Hessen, a Sachsen-class frigate of the نیروی دریایی آلمان
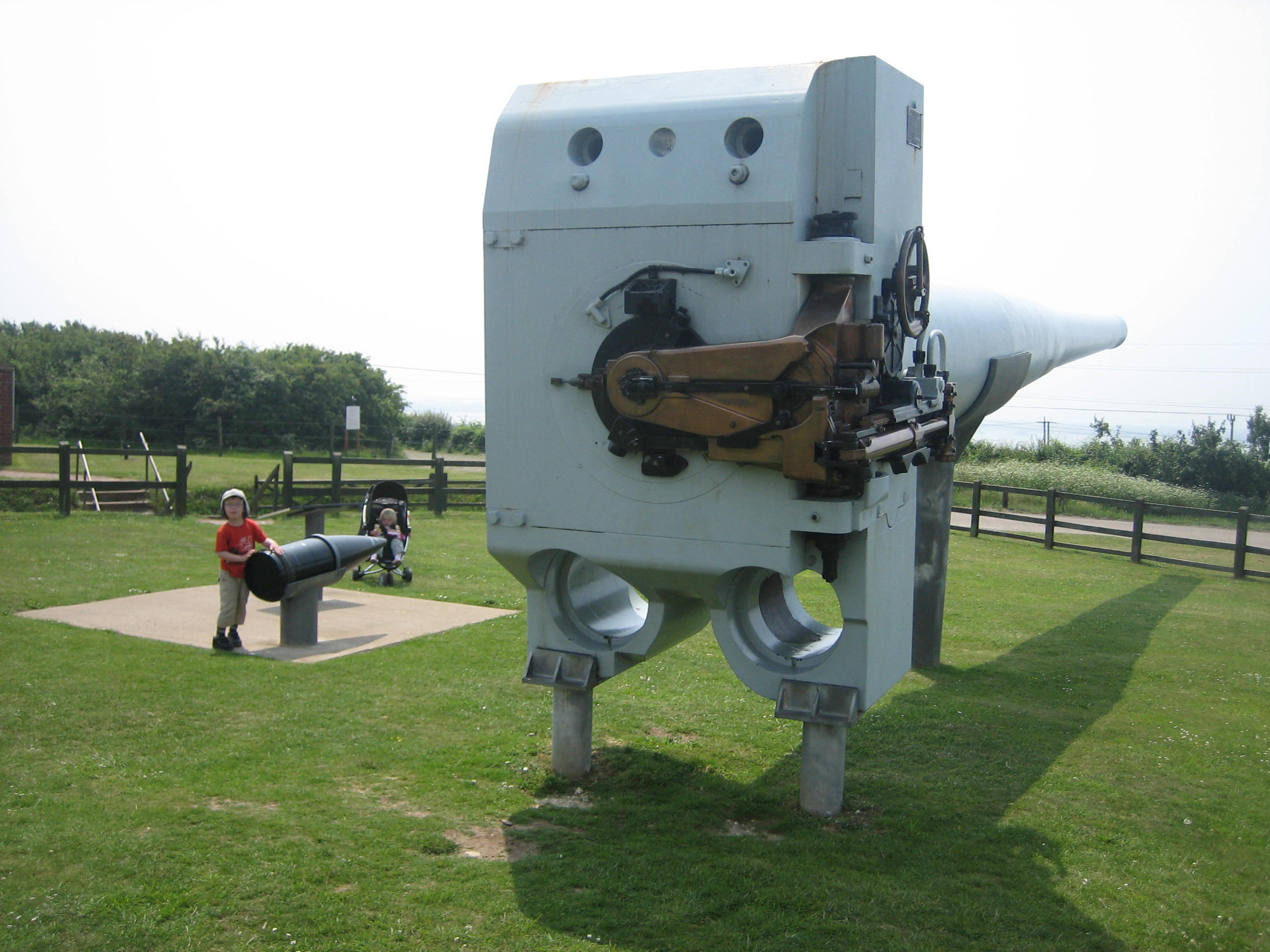
A gun from a King George V-class battleship outside Fort Nelson, Portsmouth, UK.
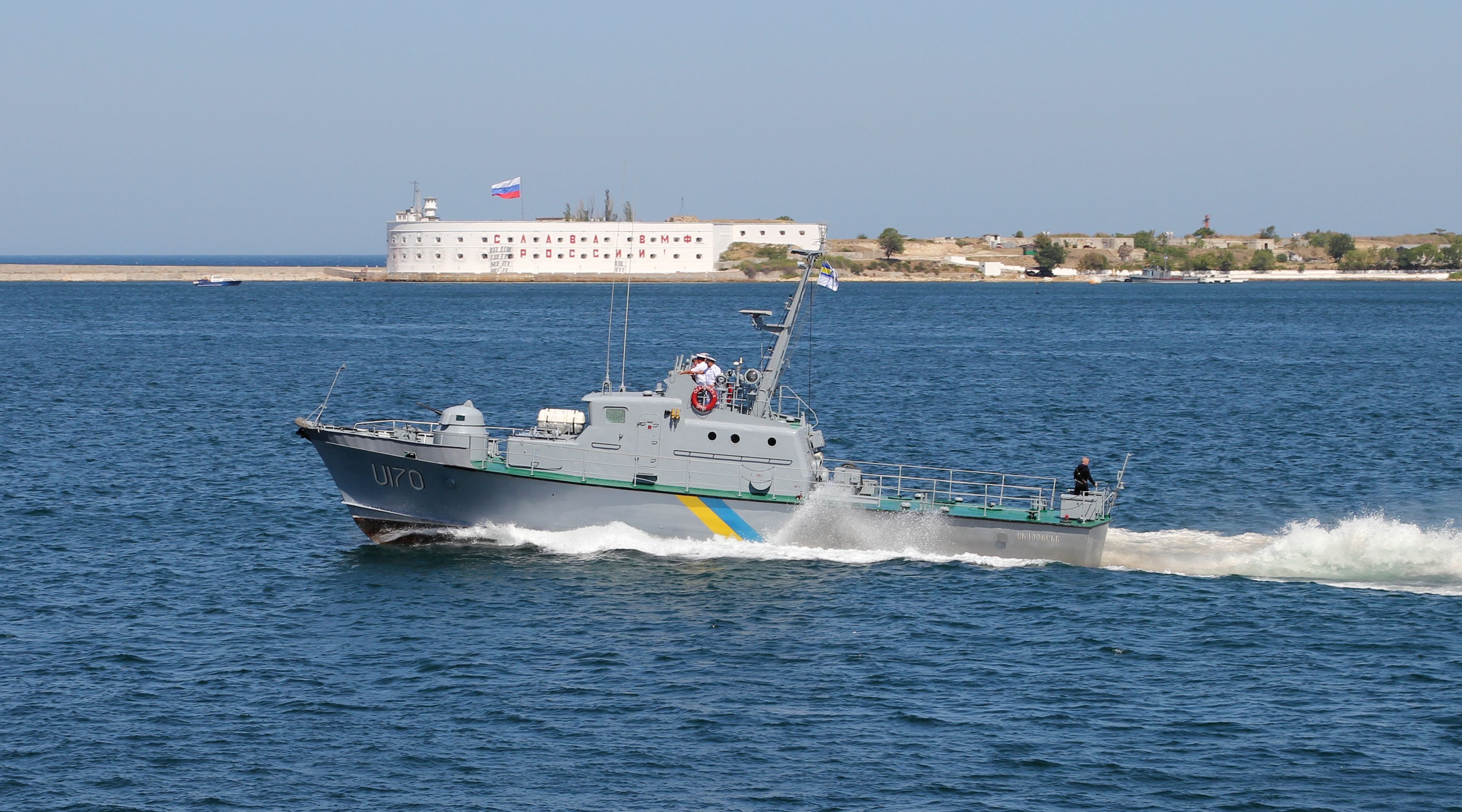
Ukrainian Navy artillery boat Zhuk class U170 Skadovs'k. Bay of Sevastopol, کریمه (شبه جزیره).